# مارك ليدوك
مارك ليدوك (4 مايو 1962 – 22 يوليو 2009) هو ملاكم كندي راحل، مثّل بلاده في الألعاب الأولمبية الصيفية 1992 وحقق الميدالية الفضية في فئة وزن الوالتر الخفيف.

## روابط خارجية
مارك ليدوك على موقع بوكس ريك (الإنجليزية) (registration required)
- مارك ليدوك على موقع أوليمبيديا (الإنجليزية)